# エム・エス・シー (アニメ制作会社)
有限会社エム・エス・シー（英: M.S.C Inc.）は、日本のアニメ制作会社。

## 概要・沿革
Production I.Gで制作を務めた松井正一が1999年6月、東京都国分寺市南町に設立。2000年4月、本社を東京都国分寺市本多5丁目に移転。その後2010年8月に東京都小金井市貫井北町3丁目18番10号（現住所）へ移転。
人脈はProduction I.Gの流れを組んでおり、同社制作作品を中心としてビィートレインやシンエイ動画などの作品をグロス請けにて制作しているほか、『テニスの王子様』などのビデオシリーズの制作を行っている。2002年に制作した『I'll/CKBC』は、自社単独名義での制作作品である。

## 作品履歴

### テレビアニメ
| 開始年 | 放送期間    | タイトル                                  | 監督       | 原作   | 共同制作       |
| ------ | ----------- | ----------------------------------------- | ---------- | ------ | -------------- |
| 2012年 | 1月 - 3月   | 新テニスの王子様                          | 山本秀世   | 漫画   | Production I.G |
| 2017年 | 10月 - 12月 | Code:Realize 〜創世の姫君〜               | 山本秀世   | ゲーム |                |
| 2019年 | 10月 - 12月 | スタンドマイヒーローズ PIECE OF TRUTH     | 山本秀世   | ゲーム |                |
| 2022年 | 7月 - 9月   | 新テニスの王子様 U-17 WORLD CUP           | 川口敬一郎 | 漫画   | スタジオKAI    |
| 2024年 | 10月 - 12月 | 新テニスの王子様 U-17 WORLD CUP SEMIFINAL | 徳本善信   | 漫画   |                |

### 劇場アニメ
- 劇場版 テニスの王子様 英国式庭球城決戦!（2011年、監督：多田俊介、共同制作：Production I.G）

### OVA
| 発売年 | タイトル                                   | 監督       | 原作   | 備考                                  |
| ------ | ------------------------------------------ | ---------- | ------ | ------------------------------------- |
| 2002年 | I'll/CKBC                                  | 川崎逸朗   | 漫画   | -2003年                               |
| 2006年 | テニスの王子様                             | 多田俊介   | 漫画   | -2011年、共同制作：Production I.G     |
| 2014年 | 新テニスの王子様                           | 山本秀世   | 漫画   | -2015年、共同制作：Production I.G     |
| 2018年 | テニスの王子様 BEST GAMES!!                | 川口敬一郎 | 漫画   | -2020年、共同制作：手塚プロダクション |
| 2021年 | 新テニスの王子様 氷帝vs立海 Game of Future | 川口敬一郎 | 漫画   | 共同制作：スタジオKAI                 |
| 2023年 | スタンドマイヒーローズ WARMTH OF MEMORIES  | 江副仁美   | ゲーム |                                       |

### ゲーム
- ブレイザードライブ（アニメーション、2008年）

### 制作協力
- メダロット（制作元請：ビィートレイン、各話制作協力、1999年-2000年）
- サクラ大戦TV（制作元請：マッドハウス、各話制作協力、2000年）
- ドッとKONIちゃん（制作元請：シャフト、各話制作協力、2000年）
- ノワール （制作元請：ビィートレイン、各話制作協力、2001年）
- パラッパラッパー（制作元請：J.C.STAFF、各話制作協力、2001年）
- ジャングルはいつもハレのちグゥ（制作元請：シンエイ動画、各話制作協力、2001年）
- まほろまてぃっく（制作元請：ガイナックス・シャフト、各話制作協力、2001年）
- テニスの王子様（制作元請：トランス・アーツ、各話制作協力、2001年-2005年）
- ねこぢる草（制作元請：J.C.STAFF、動画、2001年）
- ラブひな（制作元請：XEBEC、TV未放送話の制作協力、2001年）
- ヒカルの碁（制作元請：ぴえろ、2期オープニング制作、2002年5月[3]）
- あたしンち（制作元請：シンエイ動画、各話制作協力、2002年-2009年）
- アーケードゲーマーふぶき（制作元請：シャフト、3話アニメーション協力、2002年）
- 真・女神転生Dチルドレン ライト&ダーク （制作元請：スタジオコメット、各話制作協力、2003年）
- L/R -Licensed by Royal-（制作元請：ティー・エヌ・ケー、各話制作協力、2003年）
- スクラップド・プリンセス（制作元請：ボンズ、各話制作協力、2003年）
- 陸奥圓明流外伝 修羅の刻（制作元請：スタジオコメット、各話制作協力、2004年）
- 十兵衛ちゃん2 -シベリア柳生の逆襲-（制作元請：マッドハウス、各話制作協力、2004年）
- かいけつゾロリ（制作元請：アンバーフィルムワークス・亜細亜堂、各話制作協力、2004年）
- SAMURAI 7（制作元請：ゴンゾ、各話制作協力、2004年）
- 韋駄天翔（制作元請：トランス・アーツ、各話制作協力、2005年-2006年）
- IGPX（制作元請：Production I.G、各話制作協力、2005年）
- 桜蘭高校ホスト部（制作元請：ボンズ、各話制作協力、2006年）
- ケモノヅメ（制作元請：マッドハウス、各話制作協力、2006年）
- REIDEEN（制作元請：Production I.G、各話制作協力、2007年）
- DARKER THAN BLACK -黒の契約者-（制作元請：ボンズ、各話制作協力、2007年）
- メイプルストーリー（制作元請：マッドハウス、各話制作協力、2007年）
- ツバサ TOKYO REVELATIONS（制作元請：Production I.G、2話制作協力、2007年）
- ワールド・デストラクション 〜世界撲滅の六人〜（制作元請：Production I.G、各話制作協力、2008年）
- ヒャッコ（制作元請：日本アニメーション、各話制作協力、2008年）
- 戦国BASARA（制作元請：Production I.G、各話制作協力、2009年）
- ご姉弟物語（制作元請：シンエイ動画、各話制作協力、2009年）
- スティッチ! 〜ずっと最高のトモダチ〜（制作元請：シンエイ動画、各話制作協力、2010年）
- “文学少女”メモワールIII -恋する乙女の狂想曲-（制作元請：Production I.G、制作協力、2010年）
- THE IDOLM@STER（制作元請：A-1 Pictures、各話制作協力、2011年）
- シャイニング・ハーツ 〜幸せのパン〜（制作元請：Production I.G、各話制作協力、2012年）
- TARI TARI（制作元請：P.A.WORKS、各話制作協力、2012年）
- 八犬伝―東方八犬異聞―（制作元請：スタジオディーン、各話制作協力、2013年）
- 惡の華（制作元請：ゼクシズ、各話制作協力、2013年）
- ムシブギョー（制作元請：セブン・アークス、各話制作協力、2013年）
- ハイスクールD×D NEW（制作元請：ティー・エヌ・ケー、各話制作協力・エンディングアニメーション協力、2013年）
- 黒子のバスケ（第2期）（制作元請：Production I.G、各話制作協力、2013年）
- 最強銀河 究極ゼロ 〜バトルスピリッツ〜（制作元請：サンライズ、各話制作協力、2013年）
- ぎんぎつね（制作元請：ディオメディア、各話制作協力、2013年）
- ハイキュー!!（制作元請：Production I.G、各話制作協力、2014年）
- ドラえもん（制作元請：シンエイ動画、各話制作協力、2014年-2016年）
- ダイヤのA OAD（制作元請：MADHOUSE×Production I.G、制作協力、2014年-2015年）
- ジョバンニの島（制作元請：Production I.G、制作協力、2014年）
- バトルスピリッツ 烈火魂（制作元請：バンダイナムコピクチャーズ、各話制作協力、2015年）
- スタミュ（制作元請：C-Station、各話制作協力、2015年）
- クレヨンしんちゃん 爆睡!ユメミーワールド大突撃（制作元請：シンエイ動画、制作協力、2016年）
- ポケットモンスター XY&Z（制作元請：OLM Team Kato、各話制作協力、2016年）
- スタミュ OVA（制作元請：C-Station、OP制作、2016年）
- クレヨンしんちゃん外伝 家族連れ狼（制作元請：シンエイ動画、制作協力、2017年）
- スタミュ（第2期）（制作元請：C-Station、OP制作、2017年）
- 不機嫌なモノノケ庵 續（制作元請：ぴえろプラス、ED制作、2019年）
- 魔女の旅々（制作元請：C2C、各話制作協力、2020年）
- ましろのおと（制作元請：シンエイ動画、各話制作協力、2021年）

### その他
- YAMAHA英語教材（2014年 - 2015年）

## 関連人物
- 石井百合子
- 入江健司
- 奥田陽介
- 佐藤雅弘
- 佐藤陽子
- 鈴木健太郎
- 関口可奈味

- 多田俊介
- 橋本昌和
- 宮脇千鶴
- 山本秀世
- 松井正一